# Kateřina Meklenburská
Richardis Kateřina Meklenburská (1370 nebo 1372, Švédsko – 1400) byla švédská a meklenburská princezna, dcera Albrechta Meklenburského a jeho první manželky Richardis Schwerinské. Jejím manželem byl Jan Zhořelecký, syn císaře Karla IV., braniborský markrabě, zhořelecký vévoda a pán Nové marky.

## Život
Za přibližně stejně starého Jana Zhořeleckého se Richardis Kateřina provdala v roce 1388 v Praze. O rok později její otec přišel o švédský trůn. 
V roce 1390 se manželům narodila dcera Eliška. Jan zemřel v mladém věku v roce 1396 a jeho manželka o čtyři roky později. Jejich dcera Eliška se stala vládnoucí lucemburskou vévodkyní a byla poslední legitimní příslušnicí císařské větve rodu Lucemburků (zemřela v roce 1451).